# Isthmiade macilenta
Isthmiade macilenta là một loài bọ cánh cứng trong họ Cerambycidae.